# Звёздная активность
Звёздная активность — явление снижения или изменения специфичности эндонуклеаз рестрикции, ведущее к неизбирательному разрезанию (рестрикции) ДНК при осуществлении реакции in vitro. Звёздная активность возникает в условиях отличных от оптимума для данного фермента. В результате звёздной активности происходит рестрикция в неканонических сайтах, иногда происходит полная потеря специфичности.
Причинами звёздной активности могут быть:
- низкая ионная сила буферного раствора,
- высокий рН,
- высокая концентрация глицерина (> 5% v/v),
- присутствие диметилсульфоксида (ДМСО),
- наличие Mg2+ (в случае эндонуклеазы HindIII) и др.[1]

Высокая концентрация глицерина имеет особенно важное значение в лабораторной практике, поскольку коммерчески доступные эндонуклеазы рестрикции обычно поставляются в буфере, содержащем значительное количество глицерина (50% v/v). Поэтому недостаточное разбавление раствора фермента может привести к звездной активности. 

## Внешние ссылки
- Star Activity Архивная копия от 11 января 2018 на Wayback Machine - New England Biolabs
- Star Activity (Relaxation of Specificity) Архивная копия от 27 сентября 2009 на Wayback Machine - Fermentas
- Star activity of restriction enzymes - подробный список звёздных активностей от TaKaRa
- H; Wei; Therrien, C; Blanchard, A; Guan, S; Zhu, Z. The Fidelity Index provides a systematic quantitation of star activity of DNA restriction endonucleases (англ.) // Nucleic Acids Research : journal. — 2008. — Vol. 36, no. 9. — P. e50. — doi:10.1093/nar/gkn182. — PMID 18413342. — PMC 2396408.